# Austromenopon hystriculum
Austromenopon hystriculum är en insektsart som beskrevs av Zlotorzycka 1968. Austromenopon hystriculum ingår i släktet Austromenopon, och familjen spolätare. Arten är reproducerande i Sverige.